# Epiglottale plosief
De epiglottale plosief is een medeklinker die in het Internationaal Fonetisch Alfabet wordt aangeduid met [ʡ], en in X-SAMPA met >\.
De klank is vrij zeldzaam in gesproken talen.

## Kenmerken
- De manier van articulatie is plosief, wat inhoudt dat de klank wordt geproduceerd door de luchtstroom in het spraakkanaal te belemmeren.
- Het articulatiepunt is epiglottaal, wat inhoudt dat de klank wordt gearticuleerd met het strotklepje tegen de farynx.
- In tegenstelling tot de meeste andere plosieven kent de epiglottale plosief geen onderscheid tussen een stemhebbende en een stemloze versie. De articulatie is altijd stemloos. De stemhebbende versie wordt een epiglottale flap genoemd.
- Het is een orale medeklinker, wat inhoudt dat lucht door de mond kan ontsnappen.
- Het is een centrale medeklinker, wat inhoudt dat de klank wordt geproduceerd door de luchtstroom over het midden van de tong te laten stromen in plaats van langs de zijkanten.

Deze pagina bevat fonetische informatie in het IPA, die in sommige browsers mogelijk niet correct wordt weergegeven.
Waar symbolen in paren voorkomen, vertegenwoordigt het rechter teken een stemhebbende medeklinker. Gearceerde gebieden bevatten medeklinkers die worden beschouwd als onuitspreekbaar.
Zie ook: IPA, Klinkers